# Л-4
Л-4 «Гарибальди́ец» — советская дизель-электрическая минно-торпедная подводная лодка времён Второй мировой войны, четвёртый корабль серии II типа «Ленинец» и головной корабль типа из строившихся на заводе № 198 в Николаеве.

## История корабля
Заложена 15 марта 1930 года на Судостроительном заводе № 198 имени Марти в Николаеве под заводским номером 201 и названием «Гарибальдиец». Спущена на воду 31 августа 1931 года. Вступила в строй 8 октября 1933 года, 14 октября 1933 года вошла в состав Черноморского флота. Первый командир подводной лодки Л-4 П. И. Болтунов, помощник командира И. А. Бурмистров.
Л-4 в 1933 году
Церемония вступления в строй
28 августа 1934 года во 2-м отсеке шедшей в подводном положении лодки произошёл взрыв, вызванный недостатками вентиляции аккумуляторных ям и повышенной вследствие этого концентрации водорода. 5 человек погибло, ещё 11 получили ранения. Грамотные действия командира и помощника командира предотвратили гибель корабля. Всего на борту в тот момент находилось 78 человек. Пятеро погибших были похоронены в братской могиле подводников на кладбище Коммунаров в Севастополе.
15 марта 1940 года Л-4 в результате ошибки при маневрировании протаранила плавучий бон, из-за чего получила лёгкие повреждения пришвартованная к нему достраивавшаяся подводная лодка С-31.
По состоянию на 22 июня 1941 года «Гарибальдиец» находился на капитальном ремонте в Севастополе. Л-4 входила в состав 1-го дивизиона 1-й бригады подводных лодок Черноморского флота. Спешно закончив ремонт и курс боевой подготовки, в августе 1941 года «Гарибальдиец» приступил к минным постановкам. В течение остатка 1941 года было произведено 7 минных постановок по 20 мин. В одном из её походов, 5-10 сентября, принял участие военкор Константин Симонов, написавший об этом впоследствии стихотворение «Над чёрным носом нашей субмарины…». Изначально Симонов пытался попасть в состав одного из бомбардировщиков 40-го бомбардировочного авиаполка ВМФ, вылетавших в июле на бомбёжки румынских нефтяных месторождений в Плоешти, но командующий авиацией 51-й армии полковник В. А. Судец отказал ему в грубой форме и отправил к подводникам. Только через много лет маршал Судец рассказал корреспонденту о больших потерях в тех налётах и о своём намерении отказом спасти жизнь корреспонденту.
12 декабря 1941 года Л-4 подорвалась на мине в районе Варны. Получив повреждения средней тяжести, лодка продолжила патрулирование. По возвращении на базу стала на ремонт, продлившийся 4 месяца.
В мае 1942 года «Гарибальдиец» участвовал в снабжении осаждённого Севастополя. За 7 походов в город было доставлено 160 тонн боеприпасов, 290 тонн продовольствия, 27 тонн бензина, 7 человек, эвакуировано 243 человека. В августе-сентябре 1942 года совершено ещё две минные постановки у побережья Крыма. 23 октября 1942 года подводная лодка Л-4 награждена орденом Красного Знамени.
11 мая 1944 года торпеда Л-4 попала в машинное отделение шедшего в Севастополь транспорта «Фридерикс», который из-за повреждений потерял ход и был отбуксирован в Констанцу. Повреждение этого транспорта нанесло ощутимый удар по эвакуации немецких войск из Севастополя.

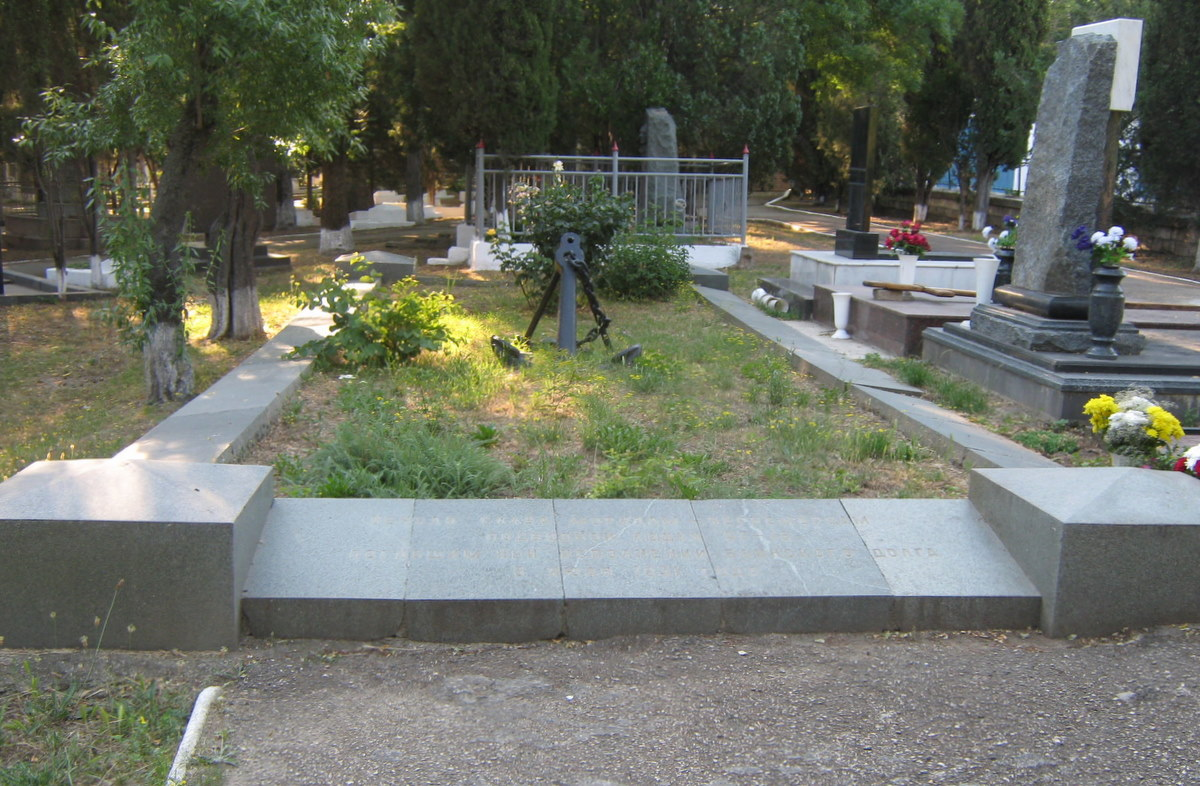
Братская могила подводников с «Металлиста» и Л-4 на кладбище Коммунаров в Севастополе

16 июня 1949 года подводная лодка Л-4 переименована в подводную лодку Б-34. 2 ноября 1954 года подводная лодка Б-34 выведена из боевого состава для использования в учебных целях и передана Севастопольскому высшему военно-морскому инженерному училищу. 17 февраля 1956 года разоружена и сдана в отдел фондового имущества для разделки на металл.

## Достижения
Основным командиром Л-4 в годы Великой Отечественной войны был Евгений Петрович Поляков. Под его командованием лодка осуществила 23 боевых похода, совершила 4 торпедные атаки с выпуском 15 торпед, произвела 10 минных постановок, в которых суммарно выставила 200 мин. По количеству подтверждённых побед и потопленному тоннажу Е. Поляков входит в число наиболее результативных подводников СССР. Боцман-сигнальщик из экипажа Л-4, Перов, Иван Степанович, удостоен звания Героя Советского Союза.
Минами потоплено 5 судов и кораблей:
- 15 сентября 1941: болгарский транспорт «Шипка» (2 304 брт);
- 10 октября 1941: румынский минный заградитель «Реджеле Кароль I[англ.]»[5] (2653 т), погибло 22 человека;
- 19 ноября 1941: катерный тральщик D-2;
- 29 июля 1943: баржа EL-74 (139 брт);
- 23 ноября 1943: транспорт «Санта Фе» (4627 брт).

Артиллерией потоплено три судна:
- 23 мая 1943 повреждена самоходная баржа «F-329» (220 т);
- 22 июля 1943 потоплена турецкая шхуна «Тайари-Бахри» (409 брт);
- 23 июля 1943 потоплена турецкая шхуна «Гурпинар» (~40 брт).

Торпедами повреждено одно судно:
- 11 мая 1944 повреждён транспорт «Фридерикс» (7327 брт).

## Командиры лодки
- Васюнин П. Н. (01.10.1929 — 09.04.1934)
- Болтунов П. И. (09.04.1934 — 28.11.1936)
- Тишкин Н. В. (01.01.1937 — 14.05.1937)
- Бурмистров И. А. (15.02.1937 — 02.10.1937) командировка в Испанию
- Кашеваров Е. Т. (02.11.1937 — 26.03.1938)
- Поляков Е. П. (26.03.1938 — 13.06.1944)
  - Гремяко Б. В. (март-апрель 1943)
- Кердеев П. И. (13.06.1944 — 01.07.1944)
- Горбатовский С. П. (15.09.1944 — 14.12.1945)
- Куликов Г. М. (14.05.1946 — 15.05.1953)
- Кондратьев В. И. (1953—1954)

## Награды
- 23 октября 1942 года подводная лодка «Л-4» награждена орденом Красного Знамени.
- Иван Бурмистров, служивший на «Л-4», стал одним из первых Героев Советского Союза за участие в войне в Испании, а боцман с «Л-4» Иван Перов стал Героем Советского Союза.